# 酒井彩名のAYANAVI
『酒井彩名のAYANAVI』（さかいあやなのアヤナビ）は、2006年4月から2012年3月までJFN加盟局の一部で放送されたラジオ番組。
酒井彩名がパーソナリティを務めていた番組で、内容はリスナーからのメッセージの紹介とその内容についてのトーク、そしてリクエスト曲の放送が中心であった。メッセージやリクエストは、番組公式サイト内の専用フォームから投稿することができた。

## ネット局と放送時間

### 番組終了時のネット局
- エフエム群馬 (FMぐんま)：日曜 18:00 - 18:30
- エフエムラジオ新潟 (FM-NIIGATA)：土曜 18:00 - 18:30
- 静岡エフエム放送 (K-MIX)：日曜 18:00 - 18:25
- 兵庫エフエム放送 (Kiss-FM KOBE → Kiss FM KOBE)：土曜 19:00 - 19:30

### 2009年4月までのネット局
- エフエム北海道 (AIR-G')：土曜 18:30 - 18:55
- エフエムナックファイブ (NACK5)：金曜 20:00 - 20:30
- エフエム福岡 (FM FUKUOKA)：土曜 19:00 - 19:30
- エフエム佐賀 (FMS)：日曜 18:00 - 18:30
- エフエム長崎 (SMILE-FM → fm nagasaki) ：金曜 19:00 - 19:30
- エフエム宮崎 (JOY FM)：土曜 19:00 - 19:30